# Château de Lesturgant
Le château de Lesturgant est un château de Malguénac, dans le Morbihan.

## Localisation
Le château est situé au hameau de Lesturgant à environ 1,5 km à vol d'oiseau au nord-est du centre-bourg de Malguénac.

## Histoire
Un premier château est élevé sur cet emplacement en 1448.
La terrasse est construite en 1570,, et le pigeonnier est daté de 1697,. Une chapelle privée et deux moulins complètent la liste des communs.
Le domaine est la propriété successive des familles Coesmeur (au XVe siècle), Botherel, Roscoët (milieu du XVIe siècle), Boisgelin (XVIIe siècle). Confisqué à la Révolution, il passe ensuite successivement aux familles Le Lubois, Dordelin et Laudren (à partir de 1844).
Ces derniers font rebâtir le château en 1885 par l'architecte Joseph Vernery, en y conservant certains éléments antérieurs : une tour, le pigeonnier, la terrasse et un escalier.
La terrasse et le pigeonnier sont inscrits au titre des monuments historiques par arrêté du 20 juin 1944.

## Architecture
Le château est construit suivant le style Louis XIII. Construit sur une vaste terrasse, il est desservi par deux escaliers à chacune de ses extrémités reliés par une balustrade d'environ 60 m de long.
Le pigeonnier est construit dans le prolongement de la terrasse. Bâti en pierres de taille selon un plan hexagonal, l'intérieur forme une voûte sphérique sur laquelle repose des dalles de granite pour former le toit. Une lanterne polygonale coiffe l'édifice.